# Evelyn Insam
Evelyn Insam (Brixen, 10 februari 1994) is een Italiaanse schansspringster. Ze vertegenwoordigde haar vaderland op de Olympische Winterspelen 2014 in Sotsji en is de oudere zus van schansspringer Alex Insam.

## Carrière
Insam debuteerde in januari 2006 in de Continentalcup. Op de wereldkampioenschappen schansspringen 2009 in Liberec eindigde de Italiaanse op de dertiende plaats, twee jaar later eindigde ze in Oslo op de achtste plaats. Tijdens de eerste wereldbekerwedstrijd voor vrouwen in Lillehammer eindigde Insam op de zesde plaats, in januari 2013 stond ze in Schonach voor de eerste maal in haar carrière op het podium van een wereldbekerwedstrijd.

## Resultaten

### Olympische Spelen
| Jaar | Plaats      | Resultaten |
| ---- | ----------- | ---------- |
| 2014 | Sotsji      | 5e HS106   |
| 2018 | Pyeongchang | 34e HS109  |

### Wereldkampioenschappen
| Jaar | Plaats        | Resultaten                      |
| ---- | ------------- | ------------------------------- |
| 2009 | Liberec       | 13e HS100                       |
| 2011 | Oslo          | 8e HS106                        |
| 2013 | Val di Fiemme | 8e HS106 7e HS106 gemengd team  |
| 2015 | Falun         | 33e HS100 9e HS100 gemengd team |
| 2017 | Lahti         | 33e HS100                       |

### Wereldbeker
Eindklasseringen
| Seizoen   | Algm |
| --------- | ---- |
| 2011/2012 | 13e  |
| 2012/2013 | 12e  |
| 2013/2014 | 19e  |
| 2014/2015 | 36e  |
| 2015/2016 | 30e  |
| 2016/2017 | 30e  |

### Continentalcup
De Continentalcup was tot de invoering van de wereldbeker schansspringen in december 2011 het belangrijkste wedstrijdcircuit.
Eindklasseringen
| Seizoen   | Algm |
| --------- | ---- |
| 2006/2007 | 39e  |
| 2007/2008 | 50e  |
| 2008/2009 | 18e  |
| 2009/2010 | 13e  |
| 2010/2011 | 23e  |
| 2011/2012 | 26e  |
| 2013/2014 | 11e  |
| 2014/2015 | 15e  |